# جاك وليامز (ممثل)
جاك وليامز (بالإنجليزية: Jack Williams)‏ هو ممثل أمريكي، ولد في 15 أبريل 1921 في الولايات المتحدة، وتوفي بنفس المكان في 10 أبريل 2007 بسبب مرض.

## أعمال

### أفلام
- (1960) سبارتاكوس[1][2]

## وصلات خارجية
- جاك وليامز على موقع IMDb (الإنجليزية)
- جاك وليامز على موقع قاعدة بيانات الفيلم (الإنجليزية)